# Алпина (Арканзас)
Алпина (енгл. Alpena) град је у америчкој савезној држави Арканзас.

## Демографија
По попису из 2010. године број становника је 392, што је 21 (5,7%) становника више него 2000. године.
| Група             | 2000.       | 2010.       |
| Белци             | 352 (94,9%) | 365 (93,1%) |
| Афроамериканци    | 0 (0,0%)    | 0 (0,0%)    |
| Азијати           | 1 (0,3%)    | 1 (0,3%)    |
| Хиспаноамериканци | 9 (2,4%)    | 6 (1,5%)    |
| Укупно            | 371         | 392         |